# スノーボード公認インストラクター
JSBAスノーボード公認インストラクターとは日本スノーボード協会（英: Japan SnowBoarding Association、JSBA）の教育資格として制定されている。JSBA公認または認定スクールにおいてスノーボードを指導することができる。
日本（恐らくは世界）で最初のスノーボード指導資格である。スノーボードの指導資格は他にSAJ(財団法人全日本スキー連盟)、SIA(日本スキー職業教師協会)、JHP(日本ハープパイプ協会)でもそれぞれ独自に制定されている。

## A級
B級インストラクター所持者が受験可能。
公認スノーボードスクール（リゾート常設）を、校長として開校することができる。

## B級
C級インストラクター所持者が受験可能。
認定スノーボードスクール（非常設）を、校長として開校することができる。

## C級
バッジテスト1級所持者、プロ競技者登録者が受験可能。技術テストはなく、講習とペーパーテストのみ。